# Baltasar Rodríguez
Baltasar Luis Rodríguez (Monte Hermoso, Buenos Aires; 9 de julio de 2003) es un futbolista argentino que se desempeña como mediocampista en Inter de Miami de la Major League Soccer.

## Trayectoria
Comenzó jugando en la reserva de Racing Club de Avellaneda en 2019, de la mano de Mauro Gerk. Comenzó a sacar ventaja en 2023, a través de goles en el Torneo de Reserva. Su representante es Robert Pirés, ex campeón del mundo con la selección de Francia en 1998.
Debutó en el primer equipo el 8 de mayo de 2023 en la derrota 4 a 2 ante Talleres de Córdoba, reemplazando a Gabriel Hauche. El 14 de mayo, recibió elogios del entrenador Fernando Gago: «No me gusta hablar de cuestiones individuales, pero Baltasar tiene una autoridad impresionante para jugar a la pelota. Hizo un laburo bárbaro en la semana. Lo veo en cada entrenamiento y está para dar el salto».  Hizo su debut internacional con el club el 8 de junio contra Flamengo, en el Estadio Maracaná, por Copa Libertadores.
Su primer gol llegó el 18 de agosto de 2023, en un partido contra Unión de Santa Fe correspondiente a la fecha 1 de la Copa de la Liga Profesional. El 26 de agosto, una fecha después, llegó su segundo gol, ante Tigre. El 8 de octubre convirtió en la derrota 2-1 contra Platense y una fecha después, el 19 de octubre, empató sobre el final el partido contra Sarmiento de Junín. El 11 de noviembre, contra Lanús, marcó el gol que abrió el encuentro. Fue el goleador de Racing en la temporada 2023 de la Copa de la Liga, junto con Juan Fernando Quintero, con cinco goles.
En diciembre, tras la eliminación a manos de Rosario Central en los octavos de final de la Copa de la Liga 2023, Javier Mascherano lo convocó a la selección Argentina Sub-23 para el preolímpico de Venezuela.

## Estadísticas

### Clubes
| Club                  | Temporada     | Div.          | Liga  | Liga  | Liga   | Copas Nacionales | Copas Nacionales | Copas Nacionales | Internacional | Internacional | Internacional | Total | Total | Total  |
| Club                  | Temporada     | Div.          | Part. | Goles | Asist. | Part.            | Goles            | Asist.           | Part.         | Goles         | Asist.        | Part. | Goles | Asist. |
| --------------------- | ------------- | ------------- | ----- | ----- | ------ | ---------------- | ---------------- | ---------------- | ------------- | ------------- | ------------- | ----- | ----- | ------ |
| Racing Club Argentina | 2023          | 1°            | 11    | 0     | 0      | 15               | 5                | 0                | 5             | 0             | 0             | 31    | 5     | 0      |
| Racing Club Argentina | 2024          | 1°            | 19    | 0     | 1      | 7                | 1                | 1                | 8             | 1             | 2             | 34    | 2     | 4      |
| Racing Club Argentina | 2025          | 1°            | 3     | 0     | 0      | -                | -                | -                | -             | -             | -             | 3     | 0     | 0      |
| Total carrera         | Total carrera | Total carrera | 33    | 0     | 1      | 22               | 6                | 1                | 13            | 1             | 2             | 68    | 7     | 4      |
| 1. 2. 3.              |               |               |       |       |        |                  |                  |                  |               |               |               |       |       |        |

### Selección Argentina

#### Sub-23
| Año  | Preolímpico | Preolímpico | Preolímpico |
| Año  | Part.       | Goles       | Asist.      |
| ---- | ----------- | ----------- | ----------- |
| 2023 | 5           | 1           | 0           |

## Palmarés

### Torneos internacionales
| Título              | Equipo      | Sede           | Año  |
| ------------------- | ----------- | -------------- | ---- |
| Copa Sudamericana   | Racing Club | Asunción       | 2024 |
| Recopa Sudamericana | Racing Club | Rio de Janeiro | 2025 |